# 租舍水库
租舍水库是中国云南省红河哈尼族彝族自治州弥勒市境内的一座水库，位于大龙树河上，建于1958年。水库正常库容为300万立方米，集雨面积为8平方千米，海拔为124米。